# Anna Barańska (himalaistka)
Anna Barańska (ur. 8 września 1976 w Warszawie) – polska himalaistka, zdobywczyni trzech ośmiotysięczników. Pierwsza Polka na szczycie Mount Everestu od strony północnej, który zdobyła 21 maja 2009. 

## Życiorys
Z wykształcenia ekonomistka (ukończyła SGH w 2000), pracuje w doradztwie finansowym i inwestycyjnym.
Nie należy do żadnego klubu. Właściwie nie jest (a przynajmniej tak o sobie mówi) alpinistką, po górach chodzi okazjonalnie od 2000. Swoją przygodę z górami rozpoczęła od wejścia na Rysy od strony słowackiej w czerwcu 2000. Kolejne wspinaczki to: Gerlach 2655 m (czerwiec 2000), Triglav 2864 m (wrzesień 2001) Mont Blanc 4810 m (sierpień 2002), Elbrus 5642 m (nieudana próba wejścia sierpień 2003), Szczyt Lenina 7210 m drogą normalną (lipiec 2004).

## Wyprawy wysokogórskie
W 2005 stanęła na szczycie ośmiotysięcznika – był to Czo Oju 8201 m w Tybecie, który zdobyła 28 września drogą normalną w zespole z Piotrem Barabasiem.
Następnie w 2009 brała udział w wyprawie międzynarodowej na Everest North Face i 21 maja 2009 jako pierwsza Polka zdobyła Mount Everest od północnej, tybetańskiej strony w zespole z Szerpą Pemba Chotti. W trakcie wyprawy jeden z członków zespołu zmarł na atak serca podczas ataku szczytowego, inny członek wyprawy zmarł w zejściu na wysokości ok. 8700 m.

## Wejścia na wierzchołki ośmiotysięczników
- 2005: Czo Oju (8201 m)
- 2009: Mount Everest (8848 m)[3]
- 2013: Gaszerbrum II (8035 m)[4]